# Team Solidus
Das Team Solidus ist das RoboCup-Team der Höheren Fachschule für Technik Mittelland (HFTM) in Biel. Es besteht jeweils aus Studierenden der Schule und nimmt regelmässig am RoboCup teil. Das Team spielt in der Logistics League sponsored by Festo. Das Team Solidus ist das einzige nicht-universitäre Team, welches am Wettbewerb teilnimmt.

## Teilnahmen am RoboCup
Bisherige Teilnahmen von Team Solidus:
- RoboCup Eindhoven, Niederlande 2013
- RoboCup Magdeburg, Deutschland 2014 (GermanOpens)
- RoboCup João Pessoa, Brasilien 2014[1][2]
- RoboCup Hefei, China 2015

### RoboCup 2015

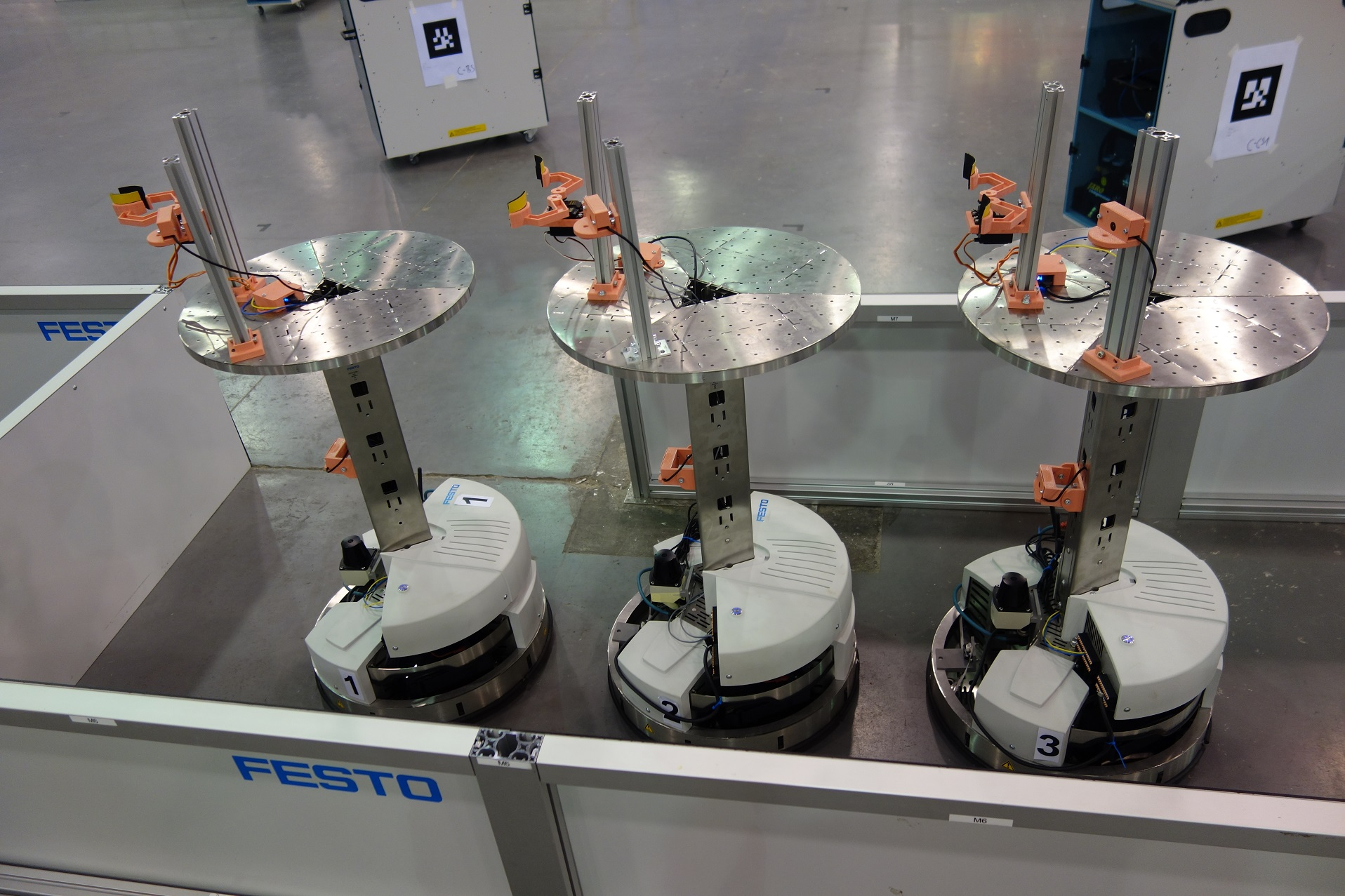
Robotino V3 umgebaut für die Logistics League

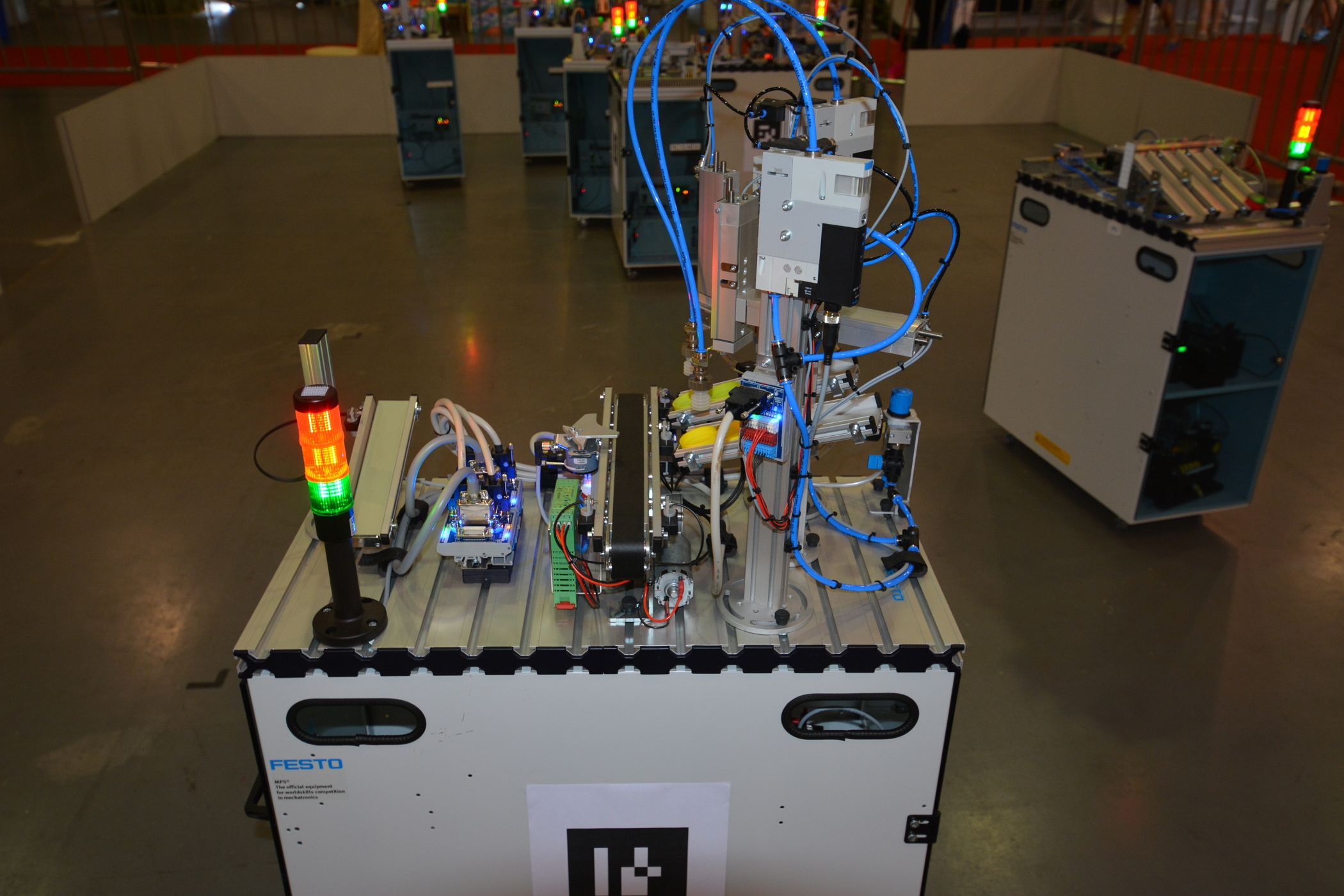
Modular Production System

Am RoboCup 2015 in Hefei, China konnte sich das Team auf dem zweiten Platz behaupten. Das Team bestand aus Lukas Hofmann, Felix Bärtschi, Thomas Duppenthaler, Florian Gehrig, Bryan Schwengeler, Ken Kaufmann, Michael Johner und Simon Zeltner.
Gegenüber den letzten Wettbewerben, haben sich die Aufgaben und Regeln der Logistics League grundlegend geändert. Vorher waren die Stationen am Boden und gespielt wurde mit Pucks. Um die Logistics League interessanter und realistischer zu gestalten, entwickelte Festo das Modular Production System (MPS). Die MPS ist ein Rollwagen mit einem Produktionssystem obendrauf. Somit kann eine ganze Produktionsanlage mit verschiedenen Produktionssystemen modular und flexibel aufgebaut werden. Um diese Stationen anzufahren, musste auch der Robotino angepasst werden. Der Unterbau, die Säule und die Plattform werden bereits durch Festo bereitgestellt. Zusätzlich wurden ein Lidar (Light detection and ranging), zwei Kameras und ein Greifer angebaut. Der wichtigste Teil ist die Entwicklung der Software, welche mit Java programmiert wurde.

#### Resultate Finals in der Logistics League
1. Carologistics (RWTH Aachen, Deutschland)
2. Solidus (HFTM Mittelland, Schweiz)
3. Baby Tigers (Ryūkoku-Universität, Japan)

(Quelle:)

## Solidus Cup
Im Jahr 2015 führte die HFTM an der Schule einen eigenen Wettbewerb durch. Dabei wurde mit Robotinos, gesteuert mit Spielkonsolen, Fussball gespielt. Der Wettbewerb hatte das Ziel, bereits die Berufsschüler von umliegenden Schulen für die Faszination Robotik zu begeistern. Der nächste SolidusCup fand am 17. Juni 2016 statt.